# Otis Worldwide
Otis Worldwide Corporation (s obchodní značkou Otis Elevator Company, což je dřívější název společnosti) je americká společnost, která vyvíjí, vyrábí a prodává výtahy, eskalátory, pohyblivé chodníky a související zařízení.
Společnost Otis se sídlem ve Farmingtonu ve státě Connecticut v USA je největším světovým výrobcem vertikálních dopravních systémů, který se zaměřuje především na výtahy, pohyblivé chodníky a eskalátory. Společnost byla průkopníkem vývoje „bezpečnostního výtahu“, který vynalezl Elisha Otis v roce 1852 a který používal speciální mechanismus k zajištění výtahové kabiny v případě selhání zdvihacích lan.
Společnost Otis Elevator Company byla v roce 1976 převzata společností United Technologies, ale o 44 let později, v dubnu 2020, byla vyčleněna jako samostatná společnost pod názvem Otis Worldwide Corporation.
Její slogan zní „Made to move you“ („Vyrobeno, aby vás posunulo“). 

## V Česku
Otis má výrobní závod v Břeclavi, regionální ředitelství Otis a.s. sídlí v Praze. Firma má dále obchodní zastoupení v dalších 11 českých městech. 